# 張基善
張 基善（チャン・ギソン、朝鮮語: 장기선、1926年5月30日 - 2009年9月5日）は、大韓民国の政治家。第10代韓国国会議員。
本貫は仁同張氏。号は孜山（チャサン、자산）。字は基遠（キウォン、기원）。

## 経歴
現在の大田広域市大徳区出身。ソウル大学校文理科大学社会学科、同校大学院修士課程修了。1978年の第10代総選挙で統一主体国民会議から選出され、維新政友会所属の国会議員を務めた。他にはソウル大学校文理科大学社会学科講師、国会専門委員、民主共和党党議長秘書官、大韓海運会社副社長、梨花女子大学校大学院講師、民主共和党政策研究院次長などを務めた。
2009年、老衰により83歳で死去した。